# Semnopithecus johnii
Semnopithecus johnii is een zoogdier uit de familie van de apen van de Oude Wereld (Cercopithecidae). De wetenschappelijke naam van de soort werd voor het eerst geldig gepubliceerd door J. Fischer in 1829.

## Voorkomen
De soort komt voor in het zuiden van India.